# Microterangis divitiflora
Microterangis divitiflora é uma espécie de orquídea, família Orchidaceae, que habita Madagascar. É uma pequena planta epífita, monopodial, com caule curto, densa vegetação de folhas bilobuladas, e longa inflorescência racemosa com flores minúsculas, cor ocre pálido, de sépalas e pétalas livres, com duas polínias.